# Gonzaga
Gonzaga là một đô thị tại tỉnh Mantova trong vùng Lombardia của Italia, có vị trí cách khoảng 140 km về phía đông nam của Milano và khoảng 25 km về phía nam của Mantua. Tại thời điểm ngày 31 tháng 12 năm 2004, đô thị này có dân số 8.591 người và diện tích là 49,8 km².
Đô thị Gonzaga có các frazioni (các đơn vị trực thuộc, chủ yếu là các làng) Palidano and Bondeno.
Gonzaga giáp các đô thị: Luzzara, Moglia, Pegognaga, Reggiolo, Suzzara.